# Cantonul Saint-Max
Cantonul Saint-Max este un canton din arondismentul Nancy, departamentul Meurthe-et-Moselle, regiunea Lorena, Franța.

## Comune
| Comune          | Populație (1999) | Cod poștal | Cod INSEE |
| --------------- | ---------------- | ---------- | --------- |
| Dommartemont    | 645              | 54130      | 54165     |
| Essey-lès-Nancy | 8.130            | 54270      | 54184     |
| Saint-Max       | 9.804            | 54130      | 54482     |